# 報恩郡
報恩郡（：／ Boeun gun */?），是大韓民國忠清北道南部的一個郡，位於大田廣域市東北、東鄰慶尚北道。東面為小白山脈，包括名勝俗離山及法住寺。面積584.3平方公里，2009年人口35,767人。下分1邑、10面。
502年稱三年山郡，757年稱三年郡。王氏高麗時（1018年）屬尚州。1416年始稱報恩。

## 友好城市
- 首爾廣津區